# Утврђење Ебен-Емаел
Белгијско утврђење Ебен-Емаел налази се између Лијежа и Мастрихта, у близини Алберт канала. Саграђено у периоду између 1931-1935. године имало је задатак да штити белгијско-немачку границу и сматрано је неуништивим. Међутим, 10. маја 1940. године припадници немачке 1. падобранске дивизије спустили су се у једрилицама ДФС 230 на само утврђење. Дан касније придружили су им се припадници немачког 151. пешадијског пука. 11. маја у 13.30 часова утврђење се предало. Заробљено је 1.200 белгијских војника.

## Изградња
Утврђење Ебен-Емаел је изграђено како би осигурало одбрану белгијске источне границе. Посада утврђења имала је задатак да брани и по потреби сруши три моста преко Алберт канала и да на тај начин обезбеди довољно времена за мобилизацију белгијске војске. Утврђење је такође штитило и јужни правац могућег напада познатији под називом Џеп код Виза. Идеја о изградњи тврђаве која би бранила прилаз Лијежу родила се још у 19. веку али је стекла политичку подршку тек након изградње Алберт канала (Алберт канал је изграђен како би се Белгији омогућио речни саобраћај без проласка кроз холандску територију). Због тога је тврђава завршена тек 1935. године на простору између реке и канала. Са својим челичним и бетонским куполама утврђење Ебен-Емаел је сматрано неуништивим.

## Други светски рат
Репутација овог утврђења није спречила нацисте да унапред испланирају његово заузеће. 1939. године у окупираној Чехословачкој изграђена је верна копија овог утврђења на којој је Вермахт испробавао различите варијанте плана за напад. Адолф Хитлер је лично осмислио план по којем је утврђење требало да буде заузето једриличарским десантом (употреба падобранаца је оцењена као непрактична зато што нису постојале могућности за прецизан скок унутар рејона утврђења). Планом је било предвиђено да падобранци униште куполе утврђења уз помоћ новог тајног оружја „шупљег екслозивног пуњења“ (тзв. кумулативног пуњења).
Одлични обавештајни подаци и супериорно планирање у комбинацији са лошом срећом и неспремношћу белгијских бранилаца омогућили су да 10. маја 1940. године. Хитлеров план буде успешно реализован. Заузеће утврђења Ебен-Емаел била је прва операција у Другом светском рату у којој је за извршење оваквог задатка употребљен једриличарски десант и прва операција у којој су употребљена кумулативна екслозивна пуњења. Падобранци под командом поручника Вицига спустили су се у једрилицама на „кров“ утврђења. Кумулативна пуњења којима су били опремљени показала су се преслаба да би уништила куполе утврђења због чега су их падобранци употребили да униште топовске цеви које су штрчале из купола. Белгијски браниоци успели су да униште један од кључних мостова али су на тај начин онемогућили појачању да им притекне у помоћ. Поучени овим искуством Британци су током почетне фазе Операције Оверлорд, употребили једриличарски десант да би заузели Пегасус мост.

## Последице
Након заробљавања Немци су разматрали могућност претварања утврђења у подземну фабрику за производњу пројектила Фау-1, али производња у овом објекту никада није отпочела.
Данас је утврђење Ебен-Емаел војна инсталација али га је Белгијска војска 15. јануара 1988. године отворила за јавност. У делу утврђења образован је музеј чија збирка покрива најбурнији период у његовој историји.